# Stefan Cohnen
Stefan Cohnen (* 4. Dezember 1982 in Heinsberg, Deutschland) ist ein ehemaliger niederländischer Radrennfahrer.
Stefan Cohnen war von 2001 bis 2012 bei internationalen Radsportteams aktiv. 2004 entschied er eine Etappe des irischen Radrennens An Post Rás für sich. 2005 gewann er die vierte Etappe der Tour of Qinghai Lake und 2010 eine Etappe der Flèche du Sud. 2013 beendete er seine Radsportlaufbahn.

## Erfolge
2004
- eine Etappe An Post Rás

2005
- eine Etappe Tour of Qinghai Lake

2010
- eine Etappe Flèche du Sud

## Teams
- 2001–2002 Löwik-Tegeltoko
- 2003–2004 ComNet-Senges
- 2005 Team Lamonta
- 2006 Naturino-Sapore di Mare
- 2007 Aurum Hotels
- 2008 Team Sparkasse
- 2009 Betonexpressz 2000-Limonta (ab 01.07.)
- 2010 Continental Differdange
- 2011 Differdange-Magic-SportFood.de
- 2012 Landbouwkrediet-Euphony